# Tizedes tört
A tizedes tört a valós számok (ℝ), főképp a nem egész számok egyik kanonikus (azaz gyakran alkalmazott és minden szám esetében majdnem teljesen egyértelmű) felírása. A kivételt a véges tizedes törtek alkotják.
Bebizonyítható (például a Cantor-axióma felhasználásával), hogy tetszőleges r valós szám felírható a következő formában:
{\displaystyle {\begin{aligned}r\,=s\cdot \left(10^{m}\cdot z_{m}\,+\,10^{m-1}\cdot z_{m-1}\,+\,...\,+\,100\cdot z_{2}\,+\,10\cdot z_{1}\,+\,1\cdot z_{0}\,+10^{-1}\cdot t_{1}\,+\,10^{-2}\cdot t_{2}\,+\,10^{-3}\cdot t_{3}\,+\,...\right)\end{aligned}},}
avagy
{\displaystyle r\,=\,s\cdot \left(\sum _{i=0}^{m}10^{i}\cdot z_{i}\,+\,\sum _{i=1}^{\infty }10^{-i}\cdot t_{i}\right),}
ahol s értéke 0 vagy +1 vagy −1 lehet (ez az r szám előjele); m egy természetes szám; a z és t sorozatok tagjai a {0, 1, 2, 3, 4, 5, 6, 7, 8, 9} halmazból valók; zm pedig nem 0, ha m > 0.
A zi és ti számokat a szám számjegyeinek nevezzük (mégpedig tizedesjegyeinek – ugyanis más számrendszerekben is lehetséges a törtszámok felírása). A 10i · zi szorzatok összege |r| egészrésze, a többi, tehát a 10−i · ti szorzatok végtelen összege pedig |r| törtrésze.

## Korlátozott egyértelműsége
A fenti forma bármilyen s, z és t jegyek esetén kijelöl egyetlen valós számot, ám ez fordítva nem igaz, azaz egy számhoz több ilyen felírás is tartozhat. Azokat a nem nulla racionális számokat, amelyeknek egyszerűsített törtfelírásában a nevező a 2-n és az 5-ön (a 10 prímosztóin) kívül más prímszámmal nem osztható, kétféleképpen is felírhatjuk. A tizedes tört egyik lehetséges formájában egy bizonyos helyi érték után csupa 0, a másik formájában csupa 9-es áll. Például:
{\displaystyle {\frac {3}{4}}=0,\!75=0,\!750000...=0,\!749999...}
Ha megköveteljük, hogy ne lehessen valamely helyi érték után csupa 9-es a felírásban, akkor már minden szám esetén egyértelmű lesz a felírás. Az ilyen racionális számok felírásában tehát valamely helyi érték után csupa 0 szerepel, amit már nem szokás kiírni. Az ilyen tizedes törtet pedig véges tizedes törtnek nevezik. Ha mégis kiírnak valahány 0-t a tizedes tört végére, akkor az az érték pontosságát mutatja.
Ha egy bizonyos helyi érték után a tizedesjegyek periodikusan, azaz szakaszosan ismétlődnek, akkor szakaszosan ismétlődő végtelen tizedes törtről, egyébként pedig nem szakaszos vagy aperiodikus tizedes törtről beszélünk.
A véges, valamint a végtelen szakaszosan ismétlődő tizedes törtek a racionális számoknak, míg a végtelen, szakaszosan nem ismétlődő tizedes törtek az irracionális számoknak felelnek meg.

## Példák
Néhány nemnegatív szám tizedestört-alakja (a * azt jelzi, hogy a tizedes tört a megfelelő küszöbtől kezdve periodikus, periódusa a *-ok közti szakasz; a véges tizedes törtek *0* periódusait nem szoktuk kiírni, sem pedig a 0 törtrészű számok törtrészét):
| Szám       | Rövid tizedestört-alak | Teljes tizedestört-alak |
| 0          | 0                      | 0,*0*                   |
| 1          | 1                      | 1,*0*                   |
| 10         | 10                     | 10,*0*                  |
| 1/10       | 0,1                    | 0,1*0*                  |
| 1/100      | 0,01                   | 0,01*0*                 |
| 1/1000     | 0,001                  | 0,001*0*                |
| 1/2        | 0,5                    | 0,5*0*                  |
| 1/4        | 0,25                   | 0,25*0*                 |
| 1/8        | 0,125                  | 0,125*0*                |
| 1/3        | 0,33…                  | 0,*3*                   |
| 2/3        | 0,66…                  | 0,*6*                   |
| 1/5 = 2/10 | 0,2                    | 0,2*0*                  |
| 1/6        | 0,166…                 | 0,1*6*                  |
| 5/7        | 0,714285…              | 0,*714285*              |
| π          | 3,141592…              | 3,141592…               |

## Műveletek tizedes törtekkel
Véges tizedes törtekkel ugyanúgy lehet számolni, mint az egészekkel, egyedül a tizedesvessző helyére kell ügyelni. A végtelen (akár periodikus) tizedestört-alakokkal való számolás azonban már bonyolultabb, ezzel a határértékszámítást felhasználva a matematikai analízis sorelmélet nevű része foglalkozik. A végtelen tizedes törtek ugyanis tekinthetők végtelen sorozatok határértékének.

### Számolás végtelen konvergens sorozatokkal
Szorzás. Legyen an és bn két konvergens sorozat, jelölje ezek határértékét rendre α és β. Ekkor anbn is konvergál, mégpedig éppen αβ-hoz.
Bizonyítás: Meg kell mutatnunk, hogy {\displaystyle |a_{n}b_{n}-\alpha \beta |} akármilyen kicsi lehet.
Átalakítjuk egy kicsit az {\displaystyle a_{n}b_{n}-\alpha \beta } képletet:
{\displaystyle a_{n}b_{n}-\alpha \beta =a_{n}b_{n}-a_{n}\beta +a_{n}\beta -\alpha \beta =a_{n}(b_{n}-\beta )+(a_{n}-\alpha )\beta }
A háromszög-egyenlőtlenséggel:
{\displaystyle |a_{n}(b_{n}-\beta )+(a_{n}-\alpha )\beta |\leqslant |a_{n}(b_{n}-\beta )|+|(a_{n}-\alpha )\beta |=|a_{n}||b_{n}-\beta |+|a_{n}-\alpha ||\beta |}
Legyen ε tetszőleges pozitív szám, r pedig nagyobb |β|-nál és az |an| sorozat felső korlátjánál is. (Vagyis r > |β| és r > |an|, minden n-re. Minthogy an konvergens, ilyen r létezik és pozitív.)
an konvergál α-hoz, ezért van olyan n1, hogy minden n1-nél nagyobb n-re {\displaystyle |a_{n}-\alpha |<\epsilon /(2r)}.
Hasonlóan, bn konvergál β-hoz, ezért van olyan n2, hogy minden n2-nél nagyobb n-re {\displaystyle |b_{n}-\beta |<\epsilon /(2r)}.
Minden olyan n-re, amely n1-nél és n2-nél is nagyobb:
{\displaystyle |a_{n}||b_{n}-\beta |+|a_{n}-\alpha ||\beta |\leqslant (r)(\epsilon /(2r))+(\epsilon /(2r))(r)=\epsilon /2+\epsilon /2=\epsilon }
Ez pedig éppen azt jelenti, amit bizonyítani akartunk, vagyis hogy a sorozatok elemenként vett szorzatának határértéke a határértékek szorzata.
A többi művelet hasonlóan bizonyítható.
Eszerint lehet úgy közelíteni a számítások eredményét, hogy a két közelítő sorozattal számolunk, és a kapott sorozatnak vesszük a határértékét. Bizonyos esetekben nem kell végtelen sorozatokat használni; ha van képlet a végtelen sorozatokra, akkor a számolásnak a pontos eredménye is megkapható.

### A végtelen aktualitása
A végtelen tizedes törtekkel való számolás definíciója felveti a végtelen aktualitásának kérdését. Ez egy bonyolult metamatematikai kérdés, ami azt feszegeti, hogy a végtelen sok lépésben megkonstruált matematikai objektumok valóban létezőknek tekinthetők-e, vagy csak a konstrukciójuk létezik. Általában az axiómák aktuálisnak veszik a végtelent, de vannak alternatív matematikai rendszerek, amik másként állnak ehhez a kérdéshez. Azonban, amennyiben nem tekintjük aktuálisnak a végtelent, nemcsak hogy nem aktuálisak a műveletek, hanem maguk a végtelen tizedes törtek sem azok.